# Dobriceni (okręg Aluta)
Dobriceni – wieś w Rumunii, w okręgu Aluta, w gminie Iancu Jianu. W 2011 roku liczyła 648 mieszkańców.